# Comité Paralímpico Nacional Armenio
El Comité Paralímpico Nacional Armenio es el comité paralímpico nacional que representa a Armenia. Esta organización es la responsable de las actividades deportivas paralímpicas en el país. Es miembro del Comité Paralímpico Internacional y del Comité Paralímpico Europeo.